# Медијапан
Медијапан - МДФ (Медиум Денсити Фибер) или Ултралес, су плоче средње густине, тежине између 700 и 800 кг/м3. Производе се од уситњеног дрвета, односно остатака (пиљевине) од фине обраде: букве, смреке, јеле и слично. Уз минимално додавање полимерних смола (уреаформалдехидног лепка) као везива, добија се сувом технологијом пресовања на високој температури. Равномерна густина по целој дебљини, чини га погодним за обраду глодањем, чиме се у знатној мери користи као замена пуном дрвету. Површине плоча су обострано брушене па је зато погодан код оплемењивања фурниром, ламинатима, фолијом и код обраде лакирањем што додатно повећава примену МДФ-а у изради намештаја.
Назив медијапан је добио на нашем тржишту када су тргови који су добили прве количине овог материјала на налепници прочитали етикету "Made in Japan" и мислећи да је то марка почели да га зову медијапан.